# بهانوپریا
بهانوپریا (انگلیسی: Bhanupriya؛ زادهٔ ۱۵ ژانویهٔ ۱۹۶۷) بازیگر اهل هند است.
از فیلم‌ها یا برنامه‌های تلویزیونی که وی در آن نقش داشته است می‌توان به چاتراپاتی، ۳، زن داداش، ندای انصاف، خودخواه، بزرگراه، ندای انصاف، دوستی دشمنی، بازیگر بزرگ، فرمانده، آهاااا..!، زهردار، نسیم خوشبختی، آنامایا، حلول، اوه عزیزم، مانور و بیگانه  اشاره کرد.
وی همچنین برندهٔ جوایزی همچون جایزه ناندی شده است.